# Shrapnel

Animación de la explosión de un shrapnel

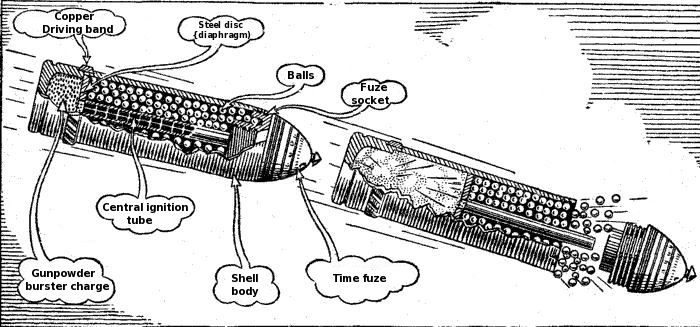
Esquema del funcionamiento de un shrapnel británico

Los shrapnel (del inglés shrapnel, esquirla) son municiones de artillería tanto antipersona como antimaterial, que transportan una gran cantidad de balas cerca de su blanco, para luego ser eyectadas sobre el mismo a fin de que continúen la trayectoria del proyectil e impacten el blanco individualmente. 
Su nombre proviene del mayor general Henry Shrapnel (1761-1842), un oficial de artillería inglés cuyos primeros experimentos, llevados a cabo por cuenta propia, condujeron al diseño y desarrollo de un nuevo tipo de obús.
Su letalidad se basa casi enteramente en la velocidad del proyectil. Este tipo de munición, quedó obsoleto al finalizar la Primera Guerra Mundial y fue remplazado por el obús fragmentario de alto poder explosivo, mas no en blindados como tanques. Está bastante extendido gracias a su economía y al combate asimétrico y ha demostrado su efectividad para los medios acorazados terrestres en entornos urbanos.

## Desarrollo del obús shrapnel

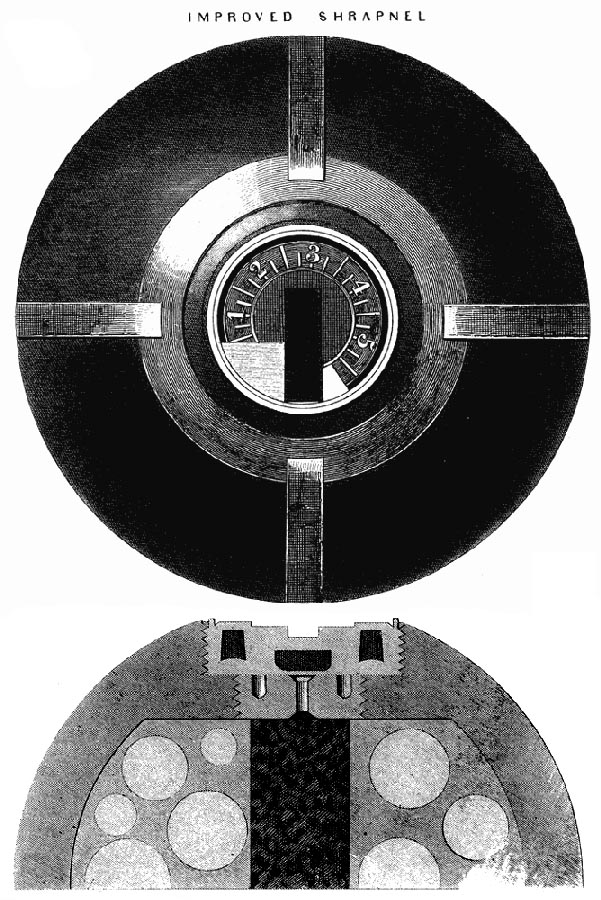
Este grabado muestra un shrapnel de 12 libras estadounidense, hacia 1865. Está equipado con una espoleta Borman. En la imagen seccionada se observa la pared del obús (en gris oscuro), la resina de azufre (en gris medio), las balas de mosquete (en gris claro) y la carga explosiva (en negro).

En 1784 el teniente Shrapnel de la Royal Artillery empezó a desarrollar un arma antipersona. La artillería de la época empleaba "metralla" para defenderse de los ataques de la infantería o la caballería, lo que consistía en cargar un contenedor de lata o de lona con bolas de plomo o trozos de hierro, en lugar de la habitual bala esférica maciza. Al ser disparado, el contenedor reventaba en el ánima del cañón o al salir de su boca, produciendo el efecto de un cartucho de escopeta sobredimensionado. A distancias de hasta 300 m, la metralla aún era sumamente letal, aunque a esa distancia la densidad de los proyectiles era mucho más baja y era poco probable que impactase a un hombre. A mayores distancias se empleaban balas macizas o explosivas (una esfera hueca de hierro fundido llena de pólvora negra), aunque las segundas con un efecto más aturdidor que fragmentario, ya que sus esquirlas eran muy grandes y pocas.
La innovación de Shrapnel fue combinar el efecto de escopeta de la metralla, con una espoleta cronométrica para abrir el contenedor y dispersar a cierta distancia las balas que llevaba a lo largo de su trayectoria desde el cañón. Su obús era una esfera hueca de hierro fundido llena de una mezcla de balas y pólvora, equipada con una tosca espoleta cronométrica. Si la espoleta era correctamente ajustada, el obús se abriría delante o encima del blanco, soltando su carga de balas de mosquete. Las balas continuarían su trayectoria gracias a la "velocidad residual" del obús. Además de un patrón de dispersión más denso de las balas de mosquete, la velocidad conservada podía ser más alta, ya que el obús shrapnel tendría un mayor coeficiente balístico que cada una de las balas de mosquete.
La carga explosiva en el obús debía tener la fuerza suficiente para abrirlo antes de esparcir las balas en cualquier dirección. Por lo que su invento aumentó el alcance efectivo de la metralla de 300 mm a unos 1100 m. Él llamó a su invento "metralla esférica", pero con el paso del tiempo fue llamado por su apellido, idea formalizada en 1852 por el gobierno británico.
Los primeros diseños padecieron del problema potencialmente catastrófico de la fricción entre el obús y la pólvora negra durante la alta aceleración en el ánima del cañón, que a veces podía hacerlo detonar prematuramente. Se probaron diversas soluciones, con éxito limitado. Sin embargo, en 1852 el Coronel Boxer propuso el empleo de un diafragma para separar las balas de la carga explosiva, lo cual demostró ser exitoso y fue adoptado al año siguiente. Para evitar la deformación de las balas de plomo, se empleó una resina como material de relleno entre estas. Un efecto secundario útil del empleo de resina fue que su combustión indicaba la apertura del obús, al producir una nube de polvo.

## Adopción del shrapnel por la artillería británica

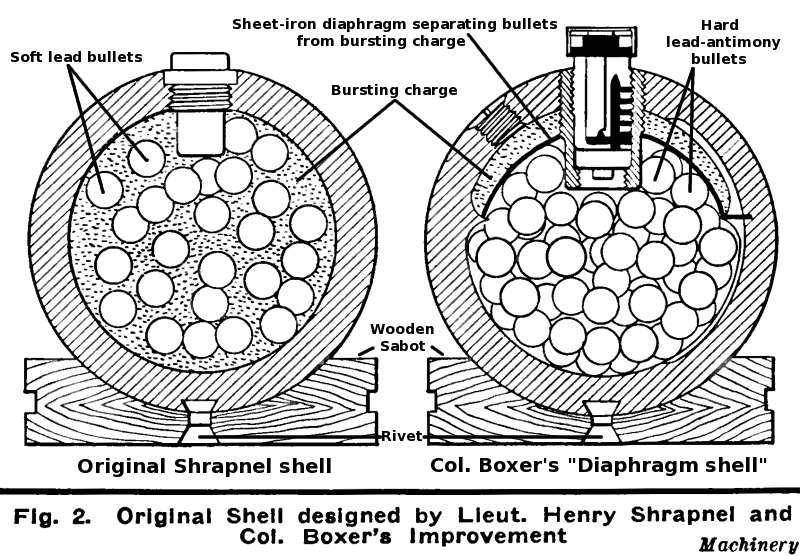
El diseño original de 1803 (izquierda) y el diseño Boxer de 1852, que evitaba las explosiones prematuras (derecha).

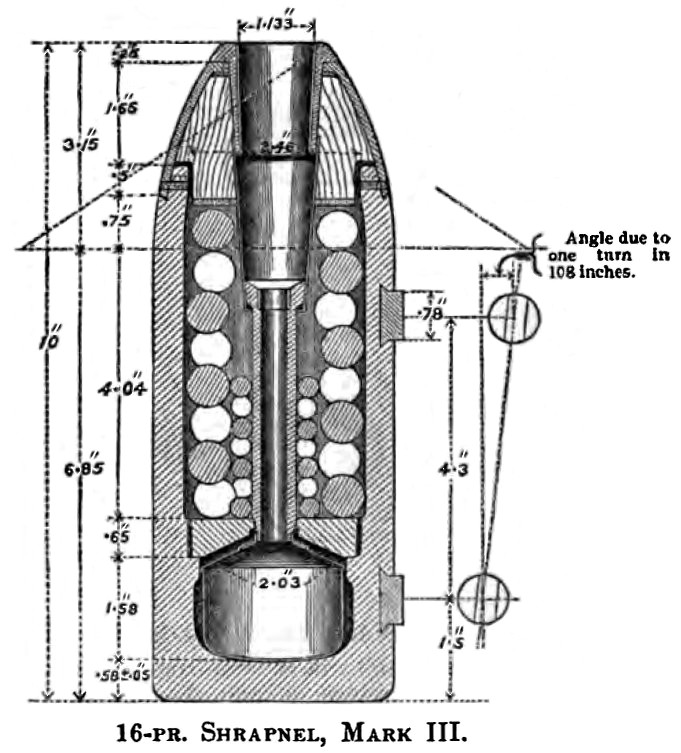
Un shrapnel Boxer de 16 libras de hierro fundido, de la década de 1870, mostrando el espacio limitado para las balas.

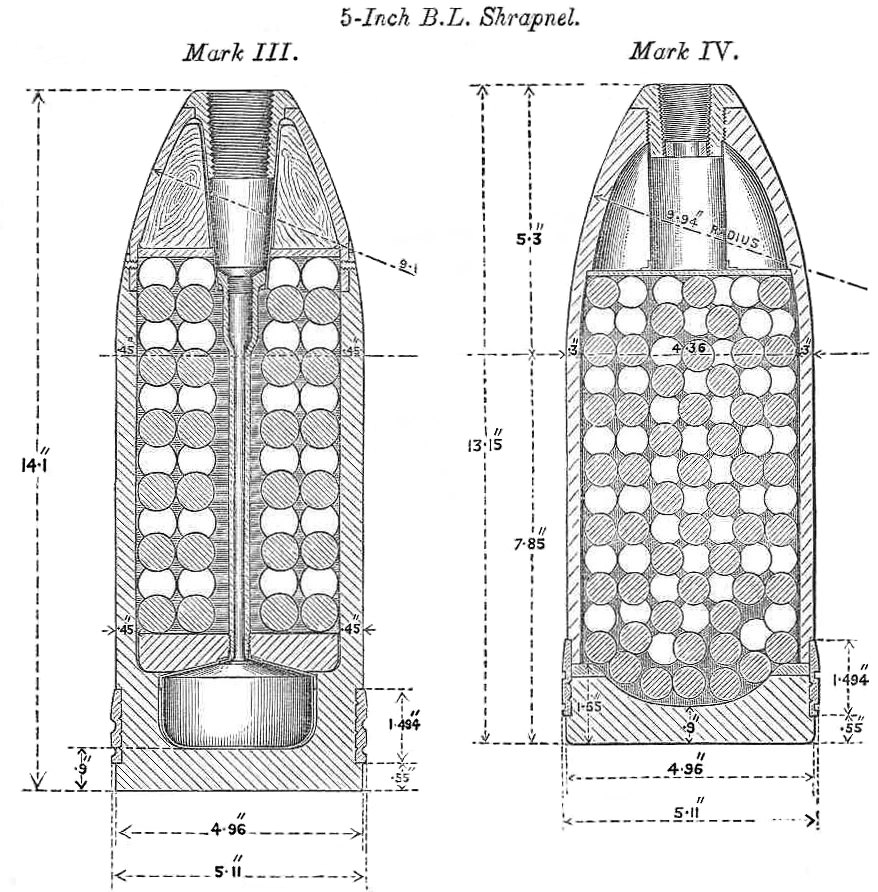
Dos shrapnel de acero forjado para un BL de 5 libras, con la carga explosiva en la base (izquierda) y en la punta (derecha), 1886.

No fue sino hasta 1803 cuando la artillería británica adoptó el shrapnel (como "metralla esférica"), con gran entusiasmo. Henry Shrapnel fue ascendido a mayor ese mismo año. El primer uso registrado del shrapnel por los británicos fue en 1804, contra los holandeses del Fuerte Nuevo Amsterdam en Surinam. Los ejércitos del duque de Wellington los emplearon a partir de 1808 en la Guerra de la Independencia española y en la batalla de Waterloo, con comentarios favorables de Wellington sobre su efectividad.
El diseño fue mejorado por el capitán E. M. Boxer del Royal Arsenal alrededor de 1852 y combinado cuando fueron introducidos los obuses cilíndricos para cañones con ánima estriada. El teniente coronel Boxer adaptó su diseño en 1864 para producir obuses shrapnel para los cañones de avancarga con ánima estriada: sus paredes eran gruesas y de hierro fundido, pero ahora la carga explosiva estaba situada en la base del obús con un tubo que iba a través del centro de este, para dirigir el fogonazo de la espoleta cronométrica montada en la punta a la carga explosiva de la base. Ésta rompía las paredes del obús y esparcía las balas. Los fragmentos de las paredes del obús principalmente seguían su trayectoria, pero tenían poco efecto destructivo. El sistema tenía importantes limitaciones: el grosor de las paredes del obús de hierro fundido limitaba la cantidad de balas transportadas pero ofrecía poca capacidad destructiva, mientras que el tubo que iba por el centro igualmente reducía el espacio disponible para las balas.
En la década de 1870 William Armstrong ofreció un obús con la carga explosiva en la punta y sus paredes hechas de acero, que eran mucho más delgadas que las paredes de los anteriores obuses de hierro fundido. Mientras que la delgada pared del obús y la ausencia de un tubo central le permitían transportar muchas más balas, tenía la desventaja de que su carga explosiva expulsaba las balas a través de la base de éste, al mismo tiempo que les reducía su velocidad. El Reino Unido adoptó esta solución para varios calibres pequeños (por debajo de 152,4 mm; 6 pulgadas), pero para la Primera Guerra Mundial muy pocos de estos obuses estuvieron disponibles.
El diseño final del shrapnel, adoptado en la década de 1880, tenía poco parecido con el diseño original de Henry Shrapnel, salvo sus balas esféricas y espoleta cronométrica. Estaba hecho de acero forjado y sus paredes eran mucho más delgadas, con una espoleta cronométrica en la punta y un tubo que iba a través de su centro para dirigir el fogonazo de la espoleta a la carga explosiva situada en su base. El uso de acero permitía que sus paredes sean más delgadas, teniendo espacio para más balas. Además soportaba la fuerza de la carga explosiva sin romperse, por lo que las balas eran disparadas hacia adelante con mayor velocidad, como en una escopeta. Este fue el diseño adoptado por varios países y era estándar cuando estalló la Primera Guerra Mundial en 1914. Durante la década de 1880, cuando tanto los viejos obuses shrapnel de hierro fundido y los nuevos de acero forjado estaban en servicio en el Reino Unido, los manuales británicos de armamento llamaban al viejo diseño de hierro fundido como "shrapnel Boxer", aparentemente para distinguirlo del diseño moderno de acero.
El moderno diseño de acero forjado y paredes delgadas hizo que sea factible emplearlos en obuses, que tienen una velocidad mucho menor que los cañones de campaña, con una carga explosiva más grande para acelerar las balas al detonar. El diseño ideal de un shrapnel habría llevado una espoleta cronométrica en su base para evitar la necesidad de un tubo central, pero esto no era técnicamente factible debido a la necesidad de ajustar manualmente la espoleta antes de disparar y en cualquier caso fue rechazado desde el inicio por los británicos debido al riesgo de una explosión prematura y funcionamiento irregular.

## Primera Guerra Mundial

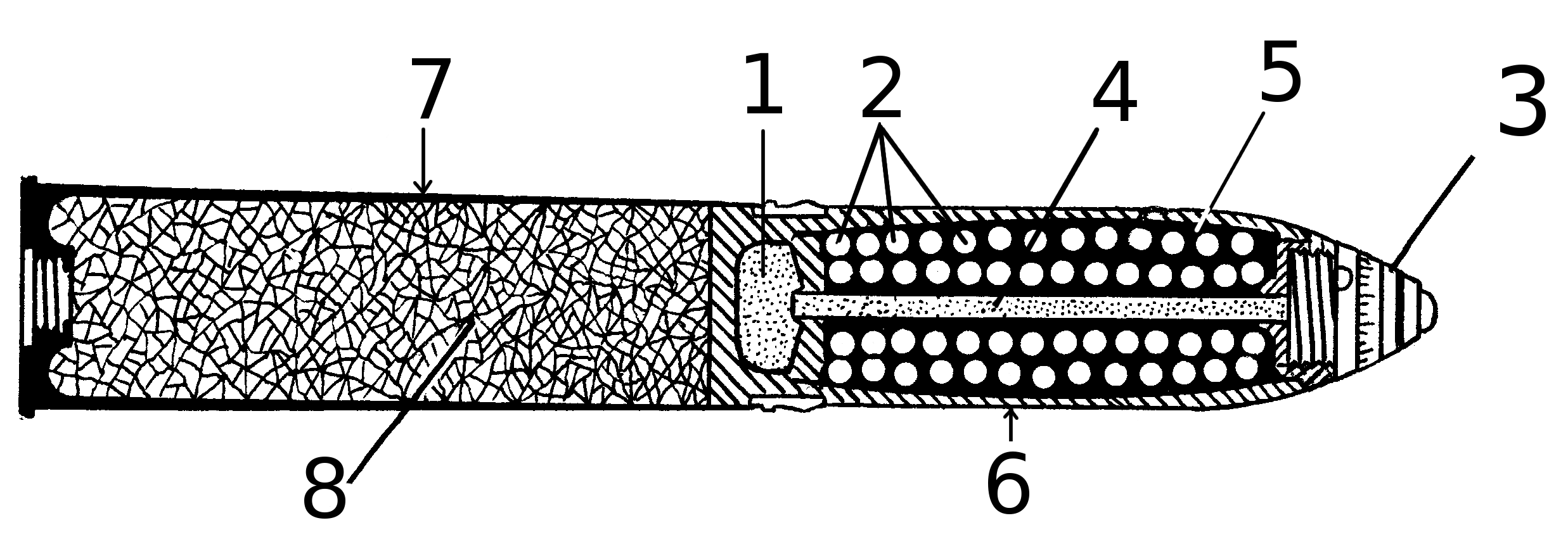
Diagrama de un shrapnel británico de la Primera Guerra Mundial.
1 Carga explosiva
2 Balas
3 Espoleta cronométrica
4 Tubo de ignición
5 Resina que mantiene las balas en su lugar
6 Pared del proyectil
7 Vaina
8 Carga propulsora

### Consideraciones técnicas
El tamaño de las balas de los shrapnel de la Primera Guerra Mundial se basaba en dos consideraciones. Una era la premisa que se necesitaba un proyectil con una energía de 79 J (58 pie-libra, según cálculos del Ejército estadounidense) a 81 J (60 pie-libra, según cálculos del Ejército británico) para poner fuera de combate a un soldado enemigo. El típico obús de un cañón de campaña de 76 mm (3 pulgadas) iba a una velocidad de 76,2 m/s (250 pies/segundo) en su alcance máximo, más la velocidad adicional de la carga explosiva (unos 45,72 m/s; 150 pies/segundo), le otorgarían a las balas individuales del shrapnel una velocidad de 121,92 m/s (400 pies/segundo) y una energía de 81 J (60 pie-libra): esta era la energía mínima de una sola bala de plomo antimonial de unos 11 g (170 granos), o 41-42 balas = 0,45 kg (1 libra). Por lo tanto este era el tamaño usual de las balas de un shrapnel para cañón de campaña.
El alcance máximo, usualmente a más de 6400,8 m (7000 yardas), estaba más allá del alcance práctico de los shrapnel para cañones de campaña debido a la pérdida de precisión y al hecho que a tal distancia los proyectiles descendían en un ángulo relativamente agudo, por lo que el "cono" de balas abarcaba un área relativamente pequeña.
A la distancia de combate más usual de 2743,2 m (3000 yardas), con una trayectoria bastante rectilínea y una "zona de impacto" más larga para las balas, un shrapnel para cañón de campaña de 76 mm o de 75 mm tendría una velocidad de aproximadamente 274,32 m/s (900 pies/segundo). La carga explosiva podría agregar unos 45,72 m/s (150 pies/segundo), dando a las balas una velocidad de 320 m/s (1050 pies/segundo). Esto daría a cada bala una energía de aproximadamente 566,72 J (418 pie-libra; 1/41 x 1,050²/64.32): siete veces la energía que se pensaba necesaria para poner fuera de combate a un hombre. Para cañones de mayor calibre que tenían menores velocidades, se empleaban balas más grandes y cada bala tenía suficiente energía para ser letal. En la mayoría de enfrentamientos donde se emplearon cañones de estos calibres, se abrió fuego directo contra el enemigo desde 1371,6 a 2743,2 m (1500 a 3000 yardas), distancias en las cuales la velocidad residual del obús era más alta, al menos en las primeras etapas de la Primera Guerra Mundial (véase el gráfico debajo).

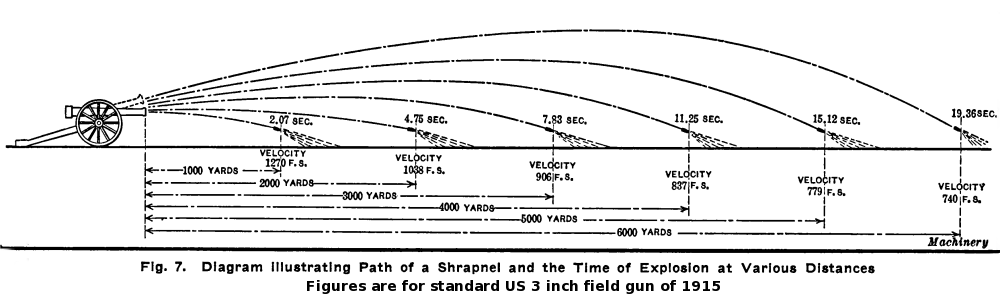
Trayectoria y patrón de dispersión de las balas de un shrapnel estadounidense de 76 mm (3 pulgadas) de la Primera Guerra Mundial.

El otro factor era la trayectoria. Las balas del shrapnel de un cañón de campaña usualmente eran letales a unos 274,32 m (300 yardas) luego de ser disparadas, mientras que las balas del shrapnel de un cañón de campaña pesado eran letales a más de 365,76 m (400 yardas). Para aprovechar al máximo tales distancias, se necesitaban una trayectoria plana y un cañón de alta velocidad. El modelo en Europa era que los ejércitos con cañones de alta velocidad solían emplear balas más pesadas en sus shrapnel porque podían tener menos balas en cada obús.
Los puntos importantes a tomarse en cuenta sobre los shrapnel y sus balas en la etapa final de su desarrollo en la Primera Guerra Mundial son:
- Empleaban la propiedad de transportar energía, porque cuando se disparan dos proyectiles con la misma velocidad, el más pesado va más lejos. Las balas empacadas dentro del obús iban a una distancia mucho mayor de la que habrían recorrido individualmente.
- El cuerpo del obús no era letal: su única función era de transportar las balas cerca del blanco y de caer intacto al suelo tras expulsar las balas. Un campo de batalla que había sido bombardeado con shrapnel, habitualmente estaba cubierto con obuses vacíos intactos, espoletas y tubos centrales. Los soldados intentarían llevar cualquier espoleta intacta hallada a sus unidades de artillería, ya que el tiempo ajustado en esta podía emplearse para calcular el alcance del obús e identificar la posición del cañón que lo disparó, permitiendo atacarlo.
- Su letalidad se basaba casi totalmente en la velocidad del obús: no había explosión secundaria.

Una descripción presencial del empleo exitoso de shrapnel por parte de los británicos en un bombardeo defensivo durante la Tercera Batalla de Ypres, 1917:
"... el aire está lleno de nubecillas de humo amarillo que explotan a unos 30 pies y disparan hacia la tierra - justo delante de cada nubecilla amarilla se levanta una nube de tierra removida - shrapnel - y que hermosamente situado - largas barridas de estos vuelan a lo largo de la pendiente levantando unas buenas 200 yardas de tierra con cada estallido".

### Empleo táctico

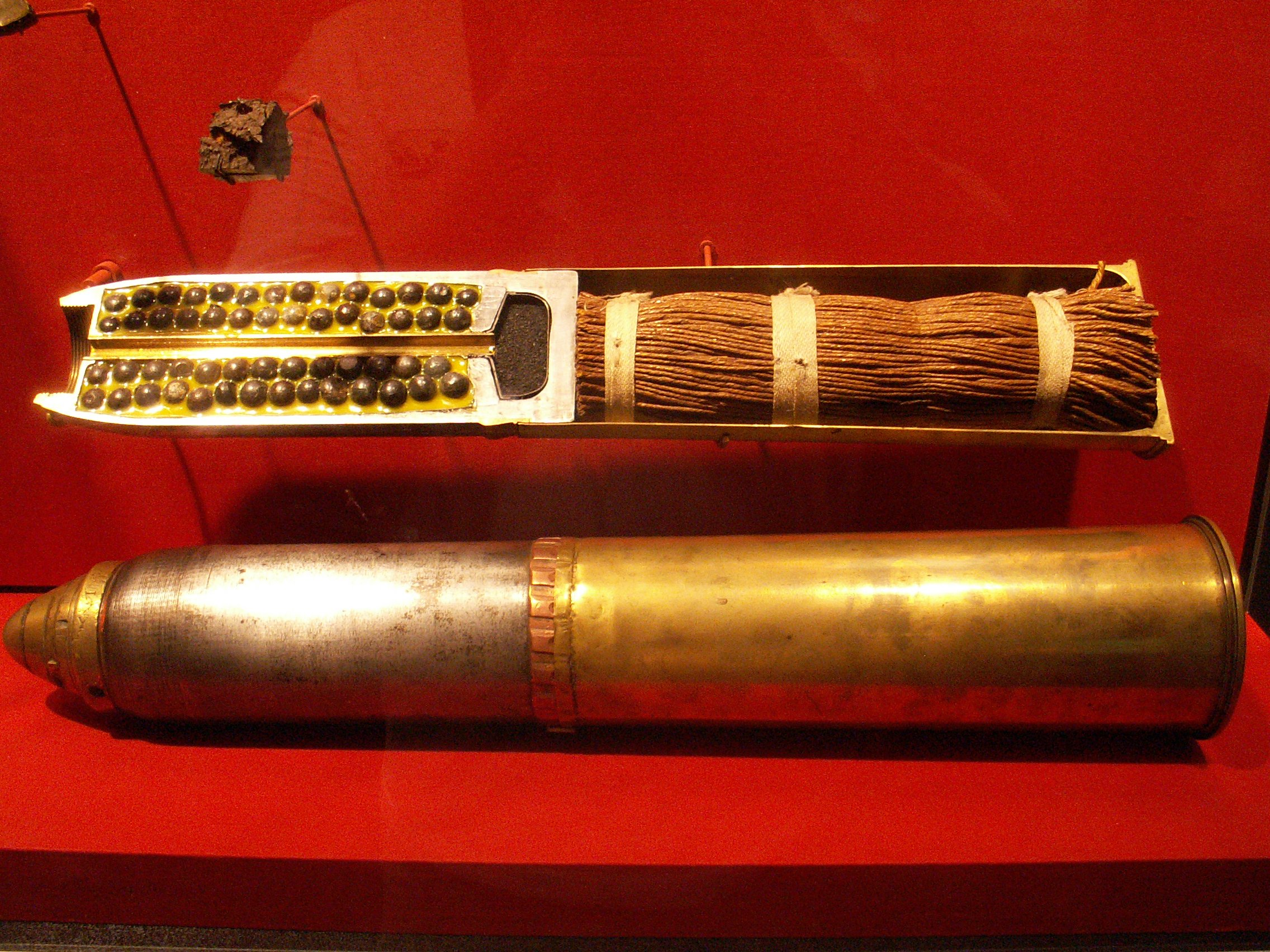
Un shrapnel británico de 18 libras de la Primera Guerra Mundial seccionado (arriba) y otro entero (abajo) en el Museo canadiense de guerra, Ottawa.
Las balas esféricas son visibles en el obús seccionado (arriba, izquierda), mientras que la carga propulsora de cordita en la vaina es simulada por un atado de cuerdas cortadas (arriba, derecha). La espoleta en la punta no se encuentra en el obús seccionado, pero está presente en el obús entero. Se puede observar el tubo a través del centro del proyectil, que dirigía el fogonazo desde la espoleta a la pequeña carga explosiva en la cavidad de su base. Esta carga detonaba y lanzaba las balas desde el interior del obús a través de su punta.

Durante las etapas iniciales de la Primera Guerra Mundial, el shrapnel fue ampliamente utilizado por todos los bandos como arma antipersona. Era el único tipo de obús disponible para los cañones de campaña británicos (de 13 libras, de 15 libras y de 18 libras) hasta octubre de 1914. El shrapnel era efectivo contra tropas a campo abierto, especialmente grupos de infantería (avanzando, o en retirada). Sin embargo, el inicio de la guerra de trincheras desde finales de 1914 llevó a que la mayoría de ejércitos redujeran el uso del shrapnel en favor del obús de alto poder explosivo. El Reino Unido continuó empleando un gran porcentaje de obuses shrapnel. Sus nuevos papeles tácticos incluían cortar alambre de púa y proveer "bombardeos móviles" tanto para cubrir a sus tropas, como para eliminar a los enemigos y evitar que disparen a sus atacantes.
En un bombardeo móvil, el fuego "paraba" desde una "línea" a otra mientras los atacantes avanzaban. Estas líneas usualmente estaban a 91,44 m (100 yardas) cada una, con pausas de disparo de 4 minutos. Parar significaba que debían cambiarse los ajustes de las espoletas cronométricas. Los atacantes trataban de mantenerse lo más cerca posible de los shrapnel que explotaban (a veces apenas a 22,86 m; 25 yardas), para así poder estar encima de las trincheras enemigas cuando el fuego paraba y antes que el enemigo pudiese volver a sus parapetos.

### Ventajas
Aunque el shrapnel no causaba daños en las trincheras y otras fortificaciones, quedó como el arma predilecta de los británicos (al menos) para apoyar los asaltos de su infantería al eliminar a los enemigos y evitar que ocupen posiciones en sus trincheras. A esto se le llamaba "neutralización" y para la segunda mitad de 1915 era la principal tarea de la artillería al apoyar un ataque. El shrapnel era menos peligroso para la infantería británica al asalto que los obuses de alto poder explosivo - mientras que sus propios shrapnel estallen sobre o adelante de estos, los atacantes estaban a salvo de sus efectos, mientras que las esquirlas que producen los obuses de alto poder explosivo cuando estallan son letales a más de 91,44 m (100 yardas) en cualquier dirección. Al no producir cráteres, el shrapnel era una ventaja en un asalto, ya que los cráteres hacían que el terreno sea más difícil de cruzar pero también servían como áreas seguras y posiciones de disparo para la infantería. Además el shrapnel era útil para repeler contraataques, equipos de ingenieros y cualquier tropa a campo abierto.
Las Notas de Artillería No. 5 del Cuartel General de la Fuerza Expedicionaria Británica sobre corte de alambre, que fueron emitidas en junio de 1916, recomendaban emplear el shrapnel para cortar alambre de púas, junto a obuses HE para remover los postes y el alambre cortado. Sin embargo, había inconvenientes: los mejores alcances para los cañones de 18 libras eran de 1645,92 metros (1800 yd) a 2194,56 metros (2400 yd), una gama bastante estrecha.
Alcances más cortos significaban que las trayectorias planas no podrían pasar de sus propios parapetos, mientras que las espoletas no podían ajustarse para alcances de menos de 914,4 metros (1000 yd). Los cañones tuvieron que ser reparados por artificieros y ajustados con mucho cuidado. Además necesitaban buenas plataformas, con las ruedas y cola ancladas mediante sacos terreros, mientras que un oficial observador debía monitorear constantemente los efectos sobre el alambre de púa y hacer los ajustes necesarios al alcance y a las espoletas. Estas instrucciones se repitieron en las Notas de Artillería del Cuartel General No. 3 sobre artillería en operaciones ofensivas, emitidas en febrero de 1917 con detalles añadidos que incluían la cantidad de municiones necesarias por yarda de alambrada. El empleo del shrapnel para cortar alambre también es resaltado en el Memorandum de Entrenamiento de la Royal Artillery No 2 de 1939. El shrapnel ofrecía un útil efecto de "cortina" cuando era empleado por los británicos en "bombardeos móviles", gracias al humo de la carga explosiva de pólvora negra.

### Desventajas
Uno de los factores clave que contribuyeron a las grandes bajas de los británicos en la batalla del Somme fue la creencia que el shrapnel sería eficaz cortando las alambradas de alambre de púas en la tierra de nadie (aunque se ha sugerido que la razón del empleo de shrapnel para cortar alambre en el Somme fue porque al Reino Unido le faltaba la capacidad para fabricar suficientes obuses HE). En realidad, los shrapnel fueron sorprendentemente efectivos en esta tarea en la batalla de Neuve-Chapelle de 1915, pero los alemanes engrosaron sus alambradas después de aquella batalla. Por lo tanto, el shrapnel solamente fue efectivo para eliminar soldados enemigos. Incluso si las condiciones eran adecuadas, con el ángulo de descenso siendo plano para maximizar el número de balas que atravesarían las alambradas, la probabilidad que una bala del shrapnel impacte y corte un delgado alambre de púa era extremadamente baja. Además las balas tenían un limitado efecto destructivo y eran detenidas por sacos terreros, por lo que las tropas puestas a cubierto o dentro de búnkeres generalmente estaban seguras. También los cascos de acero, tanto el Stahlhelm alemán como el Brodie británico, podían resistir impactos de balas de shrapnel y protegían al usuario de daños y heridas.
Un shrapnel era más costoso que un obús HE y necesitaba acero de alta calidad para su cuerpo. Además eran más difíciles de usar correctamente, porque era crucial ajustar la espoleta cronométrica para que el obús estalle en el lugar correcto. Esto necesitaba una considerable habilidad del oficial observador al atacar blancos en movimiento.
Una complicación adicional era que el tiempo de funcionamiento de la espoleta era afectado por las condiciones meteorológicas, siendo la variación de la velocidad de boca del cañón otra complicación más. Sin embargo, los británicos empleaban iniciadores de espoleta en cada cañón, que determinaban el tiempo de funcionamiento correcto, ajustado para la velocidad de boca.

### Su reemplazo en la artillería por el obús de alto poder explosivo
Con la aparición de explosivos de alto poder relativamente insensibles que podían emplearse como carga para obuses, se descubrió que el cuerpo bien diseñado de un obús de alto poder explosivo se fragmentaba eficazmente. Por ejemplo, la detonación de un obús promedio de 105 mm producía varios miles de fragmentos con alta velocidad (1000-1500 m/s), una onda expansiva letal (a muy corta distancia) y, en caso de estallar sobre una superficie o debajo de ésta, un útil efecto antimaterial y generador de cráteres, todo en una munición mucho menos compleja que las versiones posteriores del shrapnel. Sin embargo, esta fragmentación frecuentemente se perdía cuando los obuses penetraban en suelo blando y eran un riesgo para las tropas que iban al asalto debido a que algunos fragmentos iban en cualquier dirección.

### Variantes
Una munición notable es el "Obús Universal", un tipo de obús para cañón de campaña desarrollado por Krupp en Alemania a inicios del siglo XX. Este obús podía funcionar tanto como un shrapnel, como uno de alto poder explosivo. El obús tenía una espoleta modificada y en lugar de emplear resina como relleno entre las balas de shrapnel, empleaba TNT. Cuando se le montaba una espoleta cronométrica, el obús funcionaba como un shrapnel, eyectando las balas y encendiendo (no detonando) el TNT, produciendo una nubecilla de humo negro. Cuando se le dejaba impactar, el relleno de TNT detonaría y sería un obús de alto poder explosivo con una gran cantidad de fragmentos con baja velocidad y una explosión media. Debido a su complejidad, fue descartado en favor del sencillo obús de alto poder explosivo.
Durante la Primera Guerra Mundial, el Reino Unido empleó obuses tipo shrapnel para transportar "botes" en lugar de balas. Estos eran obuses incendiarios que transportaban 7 botes llenos de un compuesto de termita.
Cuando empezó la Primera Guerra Mundial, Estados Unidos también tenía en su arsenal el llamado "Shrapnel de alto poder explosivo Ehrhardt". Parece que era similar al diseño alemán, con balas incrustadas en TNT en lugar de resina, junto a una carga explosiva en la punta del obús. Douglas Hamilton menciona este obús de pasada, como "no tan usual como otros tipos" en sus comprensivos tratados sobre la fabricación de shrapnel y obuses de alto poder explosivo de 1915 y 1916, aunque no ofrece detalles de fabricación. Tampoco los ofrece Ethan Viall en 1917. Lo cual parece indicar que Estados Unidos cesó su fabricación al inicio de la guerra, probablemente en base a la experiencia de otros beligerantes.

## Segunda Guerra Mundial

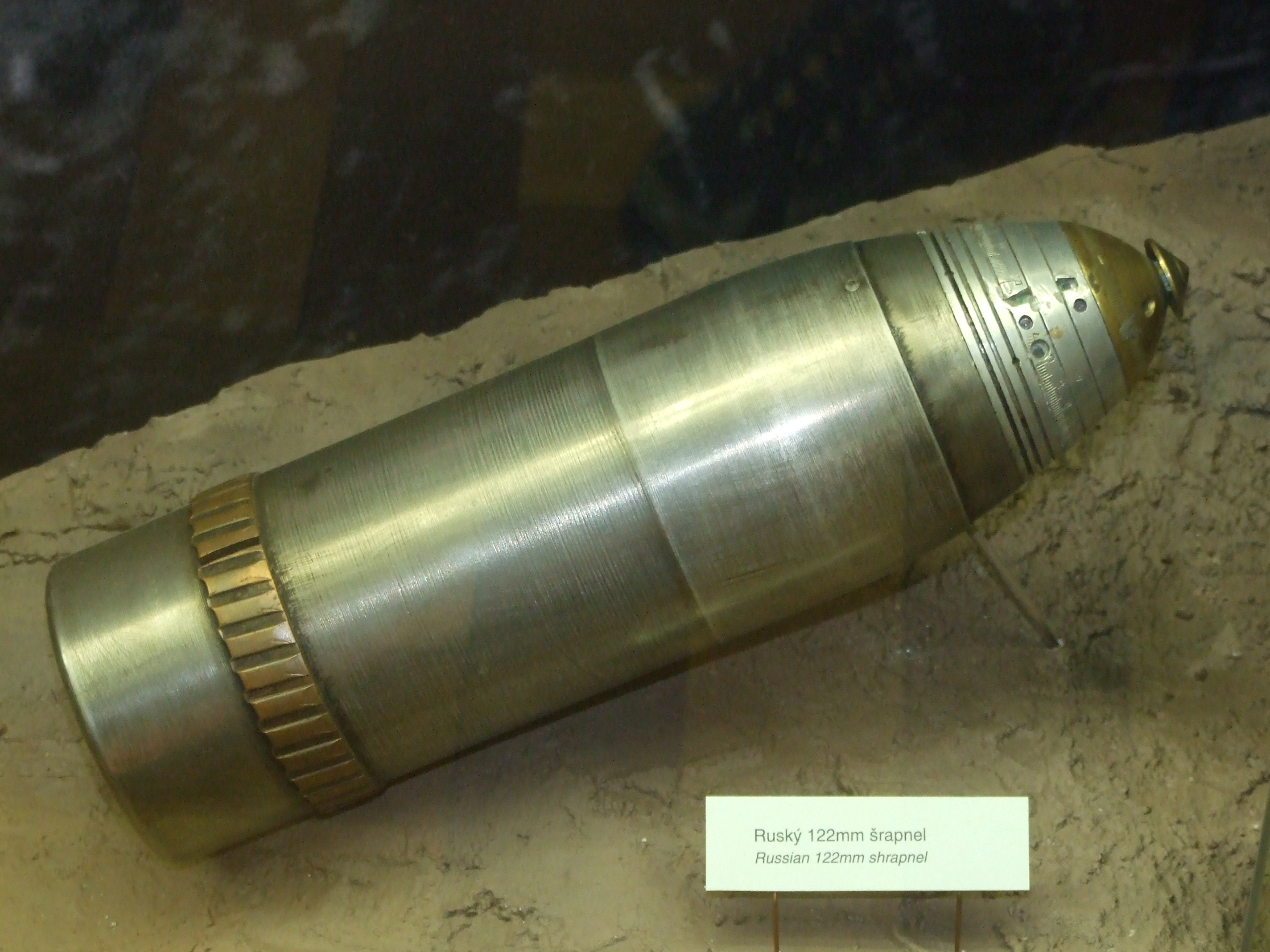
Un shrapnel ruso de 122 mm.

A comienzos de la década de 1930 se desarrolló un nuevo shrapnel aerodinámico para el BL de 60 libras, que contenía 760 balas. Los británicos emplearon shrapnel en sus campañas del norte de África y el África Oriental al inicio de la guerra, donde se emplearon obuses de 18 libras y de 114 mm (4,5 pulgadas). Para la Segunda Guerra Mundial, los shrapnel propiamente dichos cayeron en desuso; su último empleo registrado fue el disparo de shrapnel de 60 libras en Birmania en 1943.[cita requerida] En 1945 los británicos llevaron a cabo pruebas exitosas con shrapnel equipados con espoletas de proximidad. Sin embargo no se desarrollaron shrapnel para cualquier otro tipo de cañón después de la Primera Guerra Mundial.

## Guerra de Vietnam
A pesar de que según algunos expertos consideran que el proyectil no era un shrapnel propiamente dicho, un proyecto de armamento de la década de 1960 produjo obuses splintex para los cañones sin retroceso de 90 y 105 mm, así como para los obuses de 105 mm, que eran llamados "obús colmena". Al contrario de las balas que contenía el shrapnel, el obús splintex contenía flechettes. El resultado fue el obús de 105 mm M546 APERS-T (AntiPERsona Trazador), empleado por vez primera en 1966, durante la Guerra de Vietnam. El obús llevaba aproximadamente 8000 flechettes de 1,5 g, dispuestas en cinco capas; tenía una espoleta cronométrica, detonadores para fragmentación, un tubo central, una carga explosiva de pólvora sin humo con un tinte marcador en la base y un elemento trazador. El funcionamiento del obús era el siguiente: la espoleta cronométrica se activa, su fogonazo viaja a través del tubo central, los detonadores de fragmentación estallan y la parte frontal de su cuerpo se abre en cuatro pedazos. El cuerpo y las primeras cuatro capas de flechettes son dispersadas por la rotación del obús, mientras que la última capa y el tinte marcador lo son por la carga explosiva. Las flechettes se dispersaban principalmente por rotación, desde el punto de explosión y en un cono que se ampliaba progresivamente a lo largo de la trayectoria del obús antes de estallar. El obús era complicado de fabricar, pero era un arma antipersona muy efectiva; los soldados reportaban que luego de disparar obuses colmena para repeler un ataque frontal, varios enemigos muertos tenían sus manos clavadas a las culatas de madera de sus fusiles, siendo arrastrados a fosas comunes por el fusil. Se dice que a este tipo de obús se le llamó colmena, porque el ruido de las flechettes volando en el aire se parecía al de un enjambre de abejas enfurecidas.

## Actualidad
A pesar de que los shrapnel hoy son rara vez empleados, además de los obuses colmena, hay otros proyectiles modernos que utilizan el principio del shrapnel. La bala DM 111 de 20 mm para defensa aérea a corto alcance, la granada de 40 mm HVCC (40 x 53, de alta velocidad), la bala AHEAD de 35 mm (35 x 288, con 152 cilindros de tungsteno de 3,3 g), la bala de explosión aérea 30 x 173 RWM Schweiz, el Proyectil de Escopeta de 5 Pulgadas (KE-ET) y posiblemente muchos más. Los ejércitos modernos también tienen botes de metralla para los cañones remolcados y de tanque, como por ejemplo el XM1028 para cañón de tanque M256 de 120 mm (con aproximadamente 1150 balas de tungsteno, a una velocidad de 1400 m/s).
Por lo menos algunos misiles antibalísticos emplean ojivas tipo shrapnel en lugar de la más usual de alto poder explosivo, como es el caso de las ojivas nucleares MIRV, que usan básicamente el mismo principio, pero con los avances tecnológicos propios de los ingenios nucleares. El misil Starstreak emplea un sistema similar, con tres dardos de metal que se separan de su ojiva antes del impacto, aunque en su caso los dardos son guiados.
Al contrario de una ojiva de alto poder explosivo, el empleo de este tipo de ojivas no precisa un impacto directo y reduce ampliamente las necesidades de rastreo y dirección. A una distancia predeterminada del vehículo de reentrada, la ojiva dispara, mediante una carga explosiva, una multitud de submuniciones cilíndricas en la dirección de vuelo del vehículo de reentrada. Al contrario de una ojiva de alto poder explosivo, la carga explosiva solamente es necesaria para lanzar las submuniciones desde la ojiva principal, no para acelerarlas a alta velocidad. La velocidad necesaria para penetrar el cuerpo del vehículo de reentrada proviene de la alta velocidad terminal de la ojiva, similar al principio del shrapnel.
El motivo del empleo de este tipo de ojiva y no una de alto poder explosivo, es que las esquirlas producidas, todas ellas de alto poder explosivo, no garantizan la penetración del cuerpo del vehículo de reentrada. Al emplear submuniciones cilíndricas, se puede penetrar un mayor espesor de material incrementando la probabilidad de dañar al vehículo de reentrada.
Hoy día, en los entornos de combate urbano, los tanques añaden a sus municiones antiblindaje unas que emplean un principio similar al shrapnel, como un tipo de munición antipersona, usada en la penetración de fortificaciones y/o cuando la munición de las armas secundarias se agota en su uso. El cartucho en cuestión es el tipo cánister, y se trata de un cartucho de acción similar al de la escopeta, que se basa en el principio del proyectil del ingeniero Shrapnel, cuya designación experimental es XM1028, y que fue usado en el ejército estadounidense, el israelí y el iraquí en las guerra contra el Estado Islámico.

## Galería

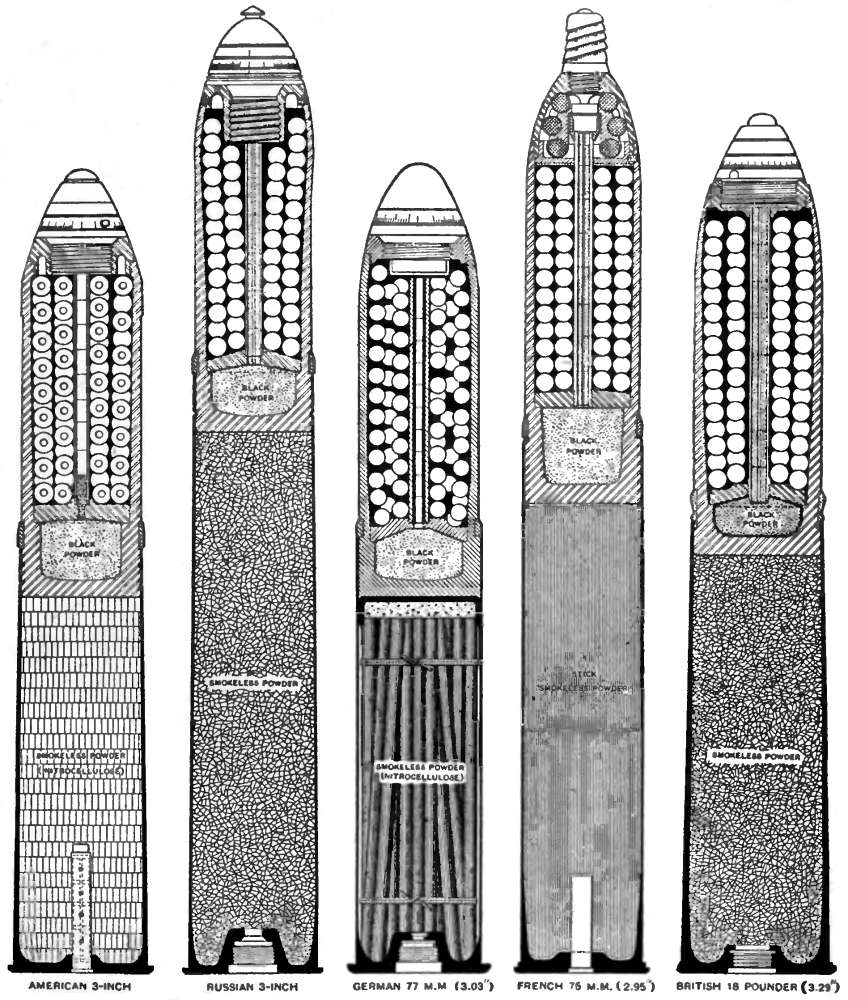
Comparación entre los obuses shrapnel estadounidense, ruso, alemán, francés y británico de la Primera Guerra Mundial.
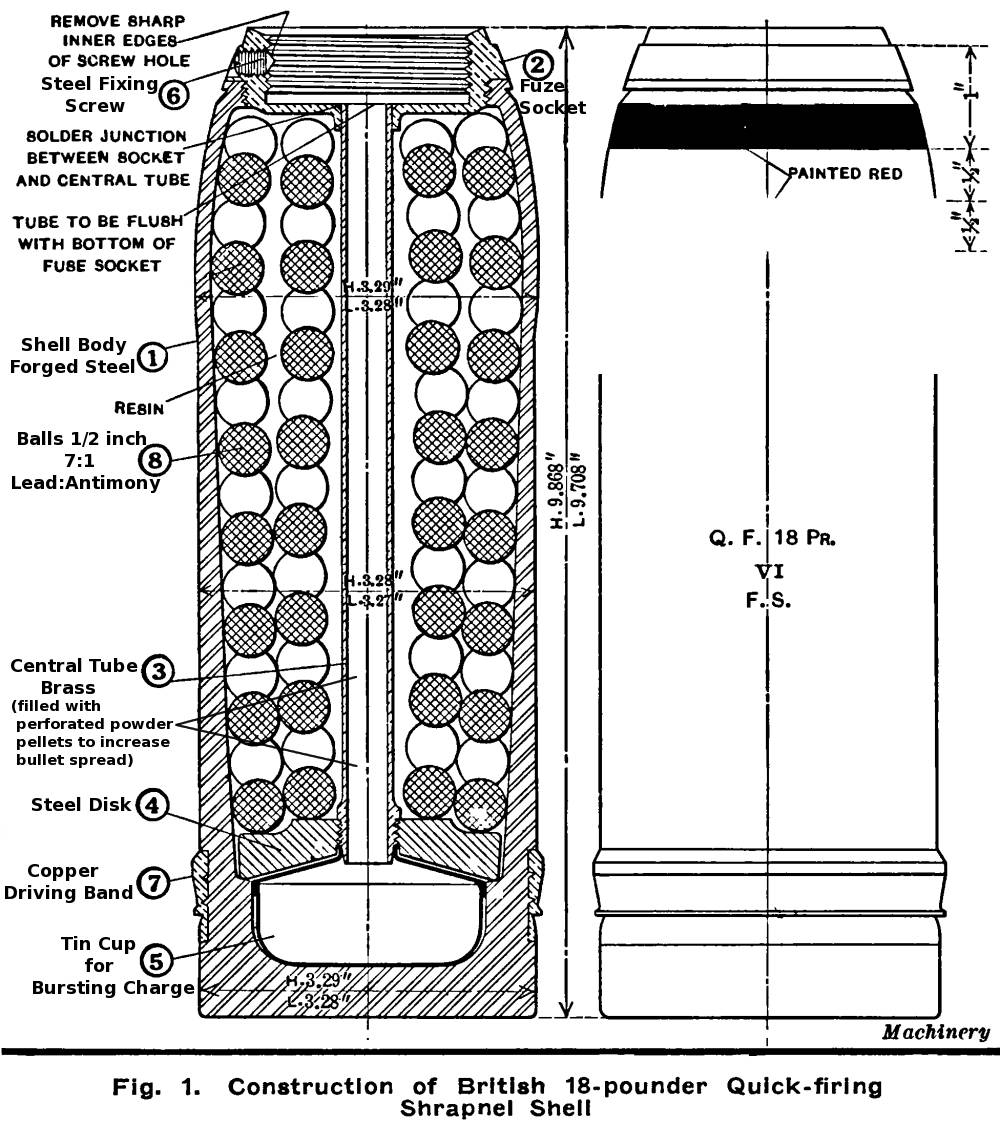
Diagrama de un obús shrapnel británico de 18 libras, de la Primera Guerra Mundial.
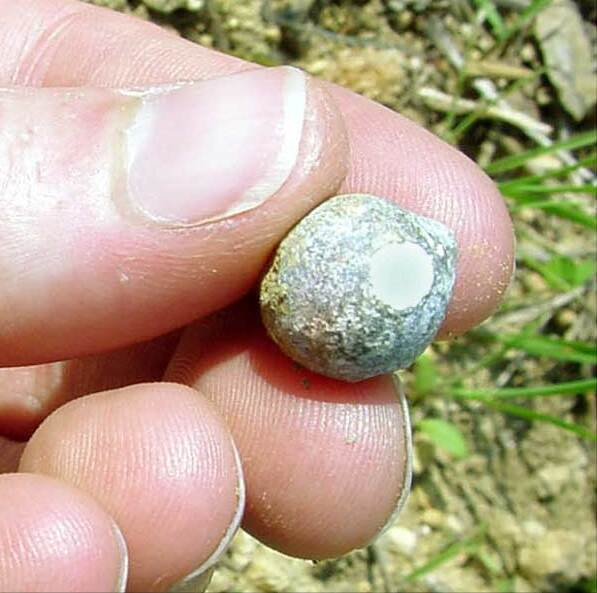
Bala de un obús shrapnel de la Primera Guerra Mundial, recuperada en Verdún.
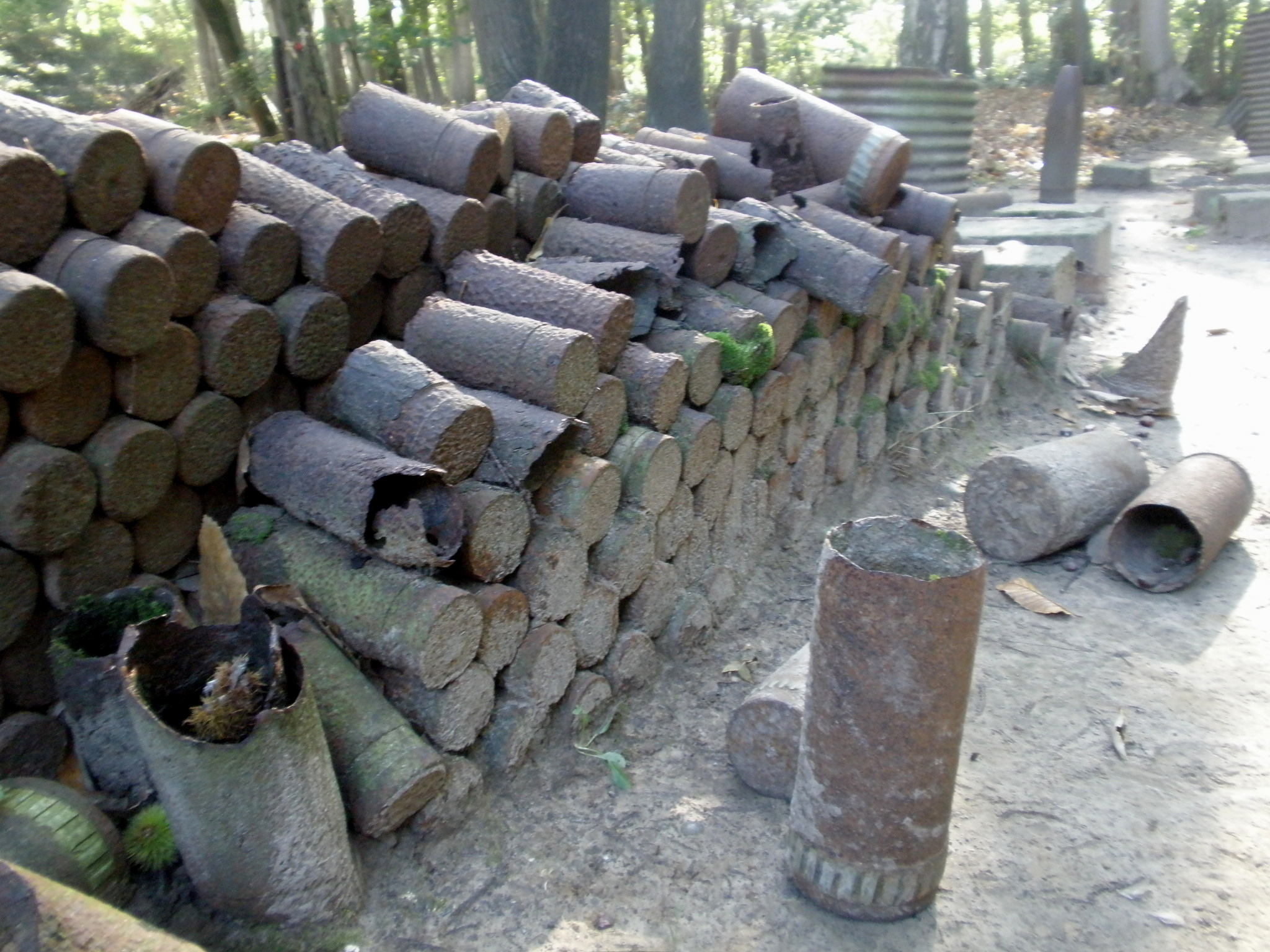
Vainas vacías de obuses shrapnel en el Santuario del Bosque, Bélgica